# Noche de elecciones
Noche de elecciones (en danés: Valgaften, en inglés: Election Night) es un cortometraje danés de 1998, dirigido por Anders Thomas Jensen. Ganó un Oscar en 1999 por Mejor Cortometraje.

## Reparto
- Ulrich Thomsen, Pedro
- Jens Jørn Spottag, Carl
- Juan Martinus, taxista 1
- Ole Thestrup, taxista 2
- Farshad Kholghi, taxista 3
- Hella Joof, mujer
- Mikkel Vadsholt, camarero
- Nicolas Bro, hombre
- Tomás Milton Walther, taxista 4